# Alessandro Perico
Pour les articles homonymes, voir Perico.
Alessandro Perico, né le 6 janvier 1976 à Vaprio d'Adda, dans la province de Bergame, en Lombardie, est un pilote de rallye italien.

## Biographie
Alessandro Perico débute en compétition automobile en 1994.
Son principal copilote à compter de 2001 est Fabrizio Carrara (qui fut précédé par Andre Pescali).
Il concourt en championnat d'Italie successivement pour Renault, Subaru, et Peugeot 207 S.2000 (2007-2013).

## Palmarès

### Titres
- Champion d'Italie en catégorie deux roues motrices Groupe N, en 2003 ;
- Champion d'Italie en catégorie Super 1600, en 2004 ;
  - 3e du championnat d'Italie des rallyes, en 2013 (sur Peugeot 207 S2000) ;

### Victoires notables
- Vice-champion d'Italie en catégorie deux roues motrices Groupe N, en 2002 ;
- 47e Rallye Sanremo en 2005 (copilote Fabrizio Carrara, sur Renault Clio S1600 pour le team privé Power Car) ;
- Rallye Prealpi Orobiche en 2009 ;
- Circuit de la Cîté des 1000 en 2010 ;
- Rallye des 1000 Milles en 2013 ;
  - 3e du rallye Sanremo en 2004 et 2013 ;
  - 3e du rallye del Ciocco e Valle del Serchio en 2007.